# Вікі Вікінг
«Вікі Вікінг» — серія дитячих книг шведського автора Рунера Йонссона, вперше опублікована в 1963 році, дія якої відбувається в епоху вікінгів і була натхненна ісландськими сагами, а також шведським романом «Довгі кораблі». Спочатку їх проілюстрував Еверт Карлссон. Книги були широко перекладені, особливо успішною була німецька версія.
За мотивами книг знято два анімаційні телесеріали та серію фільмів. Мультсеріал по мотивам книги Вікі Вікінг (2013) транслювався на українському телеканалі Малятко TV.

## Сюжет
Головний герой книги — Вікі (англійською — Vicky, нідерландською — Wickie), син Гальвара, вождя села вікінгів Флейк. На відміну від своїх однолітків, зокрема більшості хлопців вікінгів, Вік має гострий розум та уяву, що допомагає йому та його товаришам-вікінгам вибиратися з багатьох складних ситуацій.

## Персонажі
- Вікі, головний герой серіалу, хлопчик приблизно 10 років. Він дуже боязкий і має особливий страх перед вовками, але його розум зрештою допомагає йому вирішувати будь-яку проблему, з якою він стикається.
- Гальвар, батько Віка та вождь Флейка. Досить хвалькуватий персонаж, який воліє вирішувати проблеми за допомогою сили, але зрештою вчиться слухати та цінувати ідеї Віке.
- Тюр та Снорр — два вікінги з команди Халвара, які постійно сваряться через щось, незважаючи на те, що (а може й тому), що вони справді глибоко піклуються одне про одного.
- Уробе, найстаріший вікінг у команді Халвара. Хоча він досить старий і не такий винахідливий, як Віке, він досить добре обізнаний у сагах та легендах, і його поважають як справедливого суддю та посередника.
- Факс — найбільший і найсильніший, але водночас і найповільніший з вікінгів Флейка. Він має близькі стосунки з Віке, ніби старший брат.
- Ґорм, доволі збуджений хлопець серед вікінгів-лускатих, який обіймає посаду спостерігача на кораблі Халвара.
- Ульма, досить охайна людина, яка вважає себе поетичною душею і навіть носить арфу, щоб грати у радісні моменти.
- Ільва, мати Віке, яка набагато більше підтримує інтелект сина, ніж його батько.
- Ільві, молода дівчина з Флейка, сусідка Віке та її найпалкіша прихильниця. У німецькій екранізації це захоплення зображено як дитяче захоплення.
- Гілбі, найсильніший хлопець у Флейку та головний суперник Віке, хоча інтелектуально він явно поступається Віке.
- Свен Грізний — жорстокий пірат-вікінг, який без вагань грабує навіть своїх співвітчизників-вікінгів їхню важко зароблену здобич.
- Покка, підступний заступник Свена.

## Книги
- Вікі Вікінг (1963)
- Vicke Viking lurar de rödögda (1965)
- Vicke Viking Hederskung (1966)
- Вікі Вікінг і Вінланд (1967)
- Vicke Viking hos burduserna (1969)
- Vicke Viking störtar tyrannerna (1975)
- Vicke tar över (1994)

## Інші медіа
- Японська анімаційна адаптація під назвою «Вікі-Вікінг» мала величезний успіх у Європі; це надихнуло Ейічіро Оду на створення One Piece . Також анімаційний серіал 1974 року вплинув на створення Макото Юкімурою манги Саги про Вінланд. Відеогра «Вікі-Вікінг: Велике випробування» була заснована на мультфільмі. [1] Атракціон у тематичному парку Plopsa Coo Studio 100 у Льєжі відображає популярність шоу в Бельгії. [2]
- Ще один мультсеріал, заснований на цій історії, — «Вікі-вікінґ» (2013) транслювався українською на дитячому телебаченні.
- Німецька екранізація оповідань Міхаеля Гербіга під назвою «Вікі-вікінґ» вийшла влітку 2009 року. [3] Продовження цієї екранізації вийшло в 2011 році під назвою «Вікі та скарби богів» . [3]